# I Don't Mind about Tomorrow/Non m'importa di domani
I Don't Mind about Tomorrow è un singolo del gruppo musicale italiano Oliver Onions, pubblicato nel 1978.

## Descrizione
I Don't Mind about Tomorrow è un brano scritto da Cesare De Natale su musica Guido e Maurizio De Angelis. Il brano fu utilizzato come colonna sonora del film documentario Formula 1 - Febbre della velocità, diretto da Ottavio Fabbri e Mario Morra e interpretato da Sydne Rome. Il brano è presente nel film solo nella sua versione inglese.
Non m'importa di domani è la canzone pubblicata sul lato B del singolo, traduzione italiana dello stesso brano, scritta dagli stessi autori.